# حمودو محمدو
حمودو محمدو هو سياسي من النيجر يشغل منصب رئيس الوزراء منذ 3 أبريل 2021.